# Melitón Gajardo Sandoval
Melitón Gajardo Sandoval, (Yungay, Ñuble, 10 de mayo de 1864-Santiago, 18 de junio de 1940) fue un oficial de la Armada de Chile que alcanzó el grado de vicealmirante. Participó en la Guerra del Pacífico y en la Guerra Civil de 1891.

## Carrera naval

### Aspirante - Guerra del Pacífico
Como aspirante de marina participó en la Batalla naval de Angamos el 8 de octubre de 1879 y en al Asalto y Toma de Pisagua el 2 de noviembre del mismo año. El 13 de septiembre de 1880 fue apresado por los peruanos luego que la goleta Covadonga se hundiera en Chancay.

### Teniente - Guerra Civil de 1891
El 19 de febrero de 1891 como teniente 1° participó en el Combate de la Aduana de Iquique por el bando del Congreso, acción en la que fue herido. El 30 de octubre de 1891 ascendió a capitán de corbeta.

### Capitán de corbeta - Capitán de fragata
En 1892 se desempeñó como oficial detall del crucero Presidente Pinto. En 1893 ocupó el mismo puesto a bordo del crucero Blanco Encalada. En 1895 fue nombrado comandante del Depósito General y en 1896 ayudante de la Mayoría General. Como capitán de fragata, en 1903, fue nombrado comandante del crucero Chacabuco. Asciende a capitán de navío.

### Capitán de navío
1903 comandante del crucero Chacabuco. 1906 ayudante mayor de la Dirección del Personal; 1909 comandante de Arsenales y en 1910 mayor de órdenes de la Escuadra. 1916, el 11 de febrero asciende a contraalmirante.

### Contraalmirante
11 de febrero de 1916 es nombrado comandante en jefe del Apostadero Naval de Talcahuano. Marzo de 1919 obtiene su retiro voluntario de la Armada.

### Últimos años - Vicealmirante
Se radicó en Santiago y se dedicó a ayudar a las viudas y sobrevivientes de la Guerra del Pacífico. 1924 formó parte del directorio del Comité de Acción Cívica y de la Caja de Retiro de la Armada.
El gobierno le concedió el grado de vicealmirante por haber participado y sido herido en dos guerras. Permaneció soltero hasta su muerte acaecida en Santiago el 18 de junio de 1940.